# Johannes Schönherr (Stadtoriginal)
Johannes Schönherr (* 21. Dezember 1921 in Lichtenstein/Sa.; † 27. April 2007) war ein erzgebirgisches Original. Er wurde als Hammerhans(el) überregional bekannt.

## Leben
Johannes Schönherr wurde als viertes Kind einer Lichtensteiner Arbeiterfamilie geboren. Er erlernte den Beruf eines Webers, den er aber wegen des Ausbruchs des Zweiten Weltkriegs nur kurzzeitig ausüben konnte. Er wurde als Soldat in eine Nachrichteneinheit in Ostfriesland eingezogen und war als Meldereiter am Ostfeldzug beteiligt. Mit einer Beinverletzung lädiert kehrte er 1946 in die Heimat zurück. Nach einer kurzen Rückkehr in seinen Beruf als Weber, folgte er 1948 dem Ruf zur Förderung des Uranerzes durch die SAG Wismut, indem er Bergmann wurde und zunächst als Bohrmaschinist in Frohnau arbeitete. Später stieg er bis zum Bohrmeister des von ihm zu bedienenden Bohrturms auf.

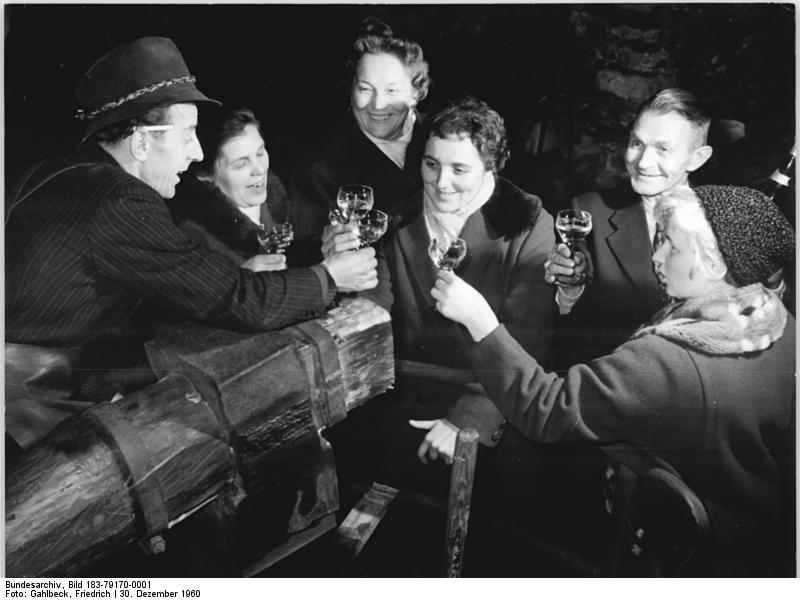
Johannes Schönherr (links) beim Neujahrsfest 1960 im Frohnauer Hammer

Er führte – zunächst ab 1953 ehrenamtlich, dann ab dem 1. April 1956 als fest angestellter Museumsassistent – über 35 Jahre lang Besuchergruppen durch den Frohnauer Hammer in Annaberg-Buchholz und erklärte die Funktionsweise dieses ehemaligen Hammerwerkes. Seine optimistische volkstümliche Art, mit der er sich hochmotiviert für die museale Schauanlage einsetzte, ließen ihn schon bald zu einem Original werden. Ein Filzhut mit zahlreichen Abzeichen, eine Lederschürze und ein Akkordeon wurden zu seinen äußeren Markenzeichen. So ausgestattet präsentierte er mit Vorliebe seine Lieder vom Frohnauer Hammer, darunter das bekannteste Der Stolz von unnerm Arzgebirg.

## Ehrungen

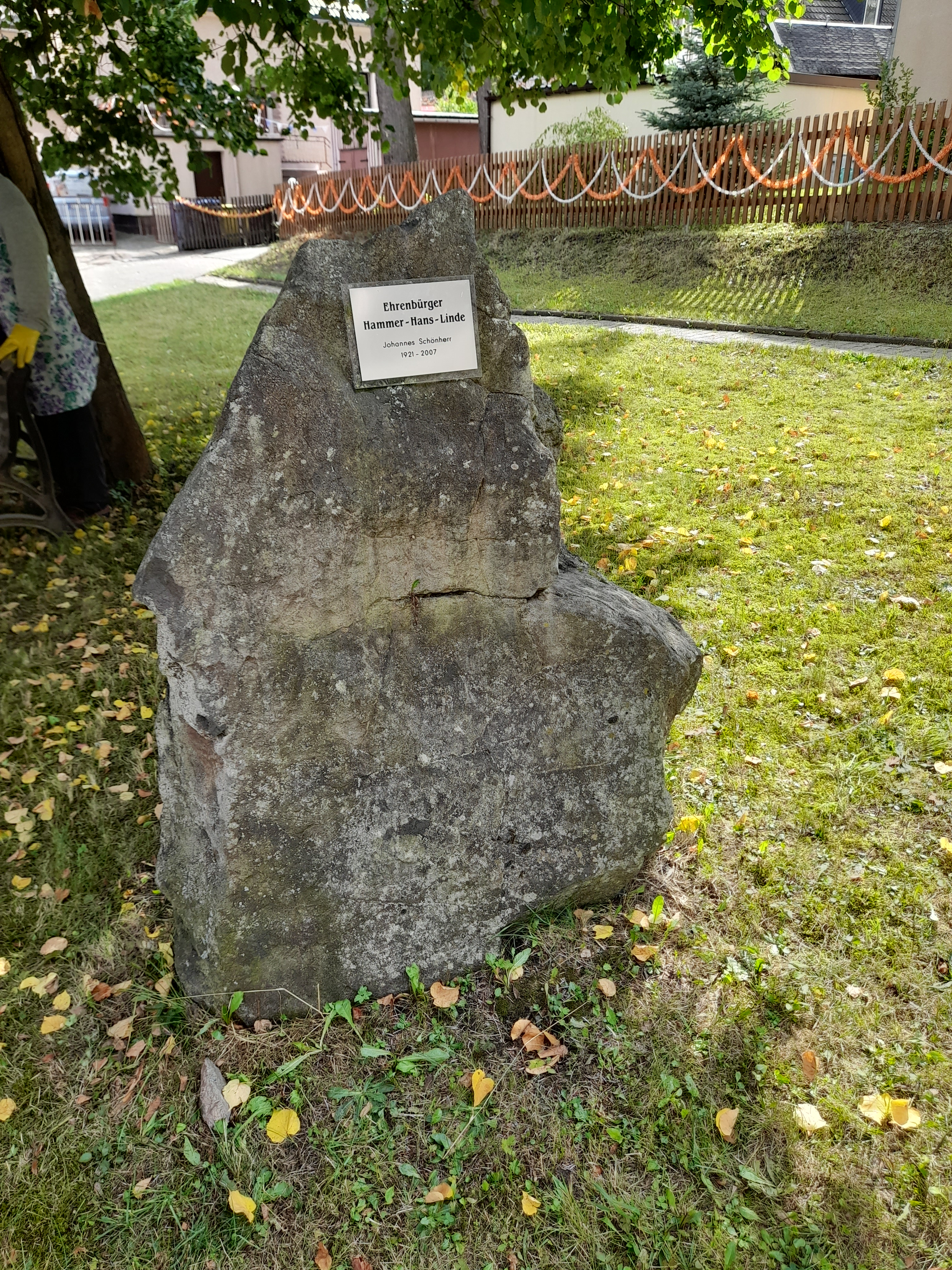
Hammer-Hans-Linde (Frohnau), Gedenktafel

- 11. November 1997: Ehrenbürger von Annaberg-Buchholz
- 12. September 2000: Sächsischer Verdienstorden[1]
- 2006: Pflanzung der „Hammerhansel-Linde“ in Frohnau
- 10. Dezember 2023: Hammer-Hansl als  annähernd lebensgroße Holzfigur des Annaberger Krippenweges, später aufgestellt im Herrenhaus des Frohnauer Hammers[2]